# Levinebalia fortunata
Levinebalia fortunata är en kräftdjursart som först beskrevs av Wakabara 1976.  Levinebalia fortunata ingår i släktet Levinebalia och familjen Paranebaliidae. Inga underarter finns listade i Catalogue of Life.